# Plastosciara
Plastosciara is een muggengeslacht uit de familie van de rouwmuggen (Sciaridae).

## Soorten
- P. arenicola Steffan, 1984
- P. johnstoni (Shaw, 1935)